# Iaransk
Iaransk (en russe : Яранск) est une ville de l'oblast de Kirov, en Russie, et le centre administratif du raïon Iaranski. Sa population s'élevait à 16 721 habitants en 2013.

## Géographie
Iaransk est arrosée par la rivière Iaran et se trouve à 257 km au sud-ouest de Kirov et à 650 km à l'est-nord-est de Moscou.

## Histoire
Iaransk fut fondée en 1584 comme une forteresse russe contre les Maris, sur la rivière Iaran. Un possad – type de village semi-urbain – se développa autour de la forteresse. En 1780, Iaransk obtint le statut de ville.

## Population
Recensements (*) ou estimations de la population
| 1856  | 1897* | 1926* | 1939* | 1959*  | 1970*  |
| ----- | ----- | ----- | ----- | ------ | ------ |
| 2 600 | 4 808 | 6 103 | 9 300 | 11 768 | 15 374 |

| 1979*  | 1989*  | 2002*  | 2010*  | 2012   | 2013   |
| ------ | ------ | ------ | ------ | ------ | ------ |
| 17 756 | 20 466 | 19 723 | 17 253 | 16 930 | 16 721 |